# Астроинерциальная навигация
Астроинерциальная навигация — комплекс методов определения навигационных параметров объекта, основанный на комплексировании астрономической и инерциальной навигации. Астроинерциальные навигационные системы обычно представляют собой модификацию инерциальной навигационной системы. В состав системы входит дополнительное устройство сбора и предварительной обработки астрономической информации, называемое обычно «астрокорректор». Астроинерциальные навигационные системы используются на бортах самолётов стратегической авиации, на космических летательных аппаратах, а также на крупных ракетах.